# Fontes Pereira de Melo
António Maria de Fontes Pereira de Melo (Lisbonne, 8 septembre 1819 — Lisbonne, 22 janvier 1887) est un homme d'État portugais.

## Biographie
Il joue un rôle très important dans la deuxième moitié du XIXe siècle. Son père, João de Fontes Pereira de Melo, est gouverneur de Cap-Vert. António Maria commence sa carrière comme député des îles.
Après l'intense instabilité politique de la première moitié du siècle, une nouvelle période de la monarchie constitutionnelle débute en 1851, celle de la Régénération. Elle est marquée par la volonté de rattraper le retard du pays sur les autres pays européens. C'est une période de modernisation administrative et de développement économique.
Fontes Pereira de Melo fait partie du premier gouvernement de cette période avec le portefeuille de Ministre des Travaux publics. Il augmente le nombre de routes, inaugure la première ligne de chemin de fer (Lisbonne-Carregado) et la première ligne télégraphique. Il révolutionne les transports et les communications en inaugurant les navettes de bateau à vapeur, les services postaux et les lignes téléphoniques.
Sa politique reste connue sous le nom de Fontisme.